# Wittichenau
Wittichenau (în limba sorabă de sus Kulow) este un oraș din landul Saxonia, Germania.
Orașul este amplasat în Teritoriile de așezări sorabe ancestrale.
1. ↑  Alle politisch selbständigen Gemeinden mit ausgewählten Merkmalen am 31.12.2018 (4. Quartal) (în germană), Statistisches Bundesamt[*], arhivat din original la 10 martie 2019, accesat în 10 martie 2019